# قبرص
قُبرُص (باليونانية: Κύπρος)، (بالتركية: Kıbrıs)، ورسميًا جمهورية قبرص (باليونانية: Κυπριακή Δημοκρατία) (بالتركية: Kıbrıs Cumhuriyeti) هي دولة جزرية في منطقة شرق البحر الأبيض المتوسط بغرب آسيا. وهي ثالث أكبر جزيرة من حيث المساحة وكذلك من حيث عدد السكان في البحر الأبيض المتوسط، وتقع جنوب تركيا وغرب سوريا وشمال غربي كل من لبنان وإسرائيل وفلسطين وشمال مصر وتقع إلى الجنوب الشرقي من اليونان.
يعود أقدم نشاط بشري معروف في الجزيرة إلى حوالي الألفية العاشرة قبل الميلاد، تشمل البقايا الأثرية من هذه الفترة قرية شويروكيتيا من العصر الحجري المحفوظة جيدًا، وقبرص هي موطن لبعض أقدم آبار المياه في العالم. استوطن اليونانيون الموكيانيون قبرص في موجتين في الألفية الثانية قبل الميلاد. لموقعها الاستراتيجي في الشرق الأوسط، بعد ذلك احتلت عديد القوى الكبرى قبرص، بما في ذلك إمبراطوريات الآشوريين والمصريين والفُرس، حتى استولى الإسكندر الأكبر على الجزيرة عام 333 قبل الميلاد. ضُمت الجزيرة لاحقًا إلى مصر البطلمية، ثم الإمبراطورية الرومانية الكلاسيكية والبيزنطية، ثم الحكم الإسلامي لفترة قصيرة، وسلالة لوزينيان الفرنسية وجمهورية البندقية، أعقب ذلك أكثر من ثلاثة قرون من الحكم العثماني بين 1571 و1878 (رسميًا حتى عام 1914).
وُضعت قبرص تحت إدارة المملكة المتحدة على أساس اتفاقية قبرص في عام 1878 وضمتها المملكة المتحدة رسميًا في عام 1914. في حين شكّل القبارصة الأتراك 18٪ من السكان، أصبح تقسيم قبرص وإنشاء دولة تركية في الشمال هدفا للقبارصة الأتراك وتركيا في الخمسينات. دعا القادة الأتراك إلى ضم قبرص إلى تركيا حيث اعتبروا قبرص «امتدادًا للأناضول». بينما منذ القرن التاسع عشر، كانت غالبية السكان من القبارصة اليونانيين وكنيستهم الأرثوذكسية تدعم الاتحاد مع اليونان، والتي أصبحت سياسة وطنية يونانية في الخمسينيات. بعد حالة الطوارئ القبرصية في الخمسينيات، مُنحت قبرص الاستقلال سنة 1960. أدت أزمة 1963-1964 إلى مزيد من العنف الطائفي بين المجتمعين، مما أدى إلى نزوح أكثر من 25000 من القبارصة الأتراك إلى الجيوب.:56–59 ووضع نهاية لتمثيل القبارصة الأتراك في الجمهورية. في 15 يوليو 1974، نفذ القبارصة اليونانيون انقلابًا مع عناصر من المجلس العسكري اليوناني  في محاولة لتطبيق ضم قبرص إلى اليونان. عجّل هذا الإجراء من التدخل العسكري التركي لقبرص في 20 يوليو، مما أدى إلى احتلال شمال قبرص في الشهر التالي، بعد انهيار وقف إطلاق النار، وتشريد أكثر من 150.000 من القبارصة اليونانيين و 50،000 من القبارصة الأتراك. أُنشئت دولة قبرصية تركية منفصلة في الشمال بإعلان منفرد في عام 1983؛ وقد أدان المجتمع الدولي هذه الخطوة على نطاق واسع، ولم تعترف أي دولة بالدولة الجديدة سوى تركيا. هذه الأحداث والوضع السياسي الناتج عنها تمثل نزاع قبرص الذي ما يزال مستمرًا.
تتمتع جمهورية قبرص بالسيادة القانونية على الجزيرة بأكملها، بما في ذلك مياهها الإقليمية والمنطقة الاقتصادية الخالصة، باستثناء مناطق أكروتيري وديكيليا، التي لا تزال تحت سيطرة المملكة المتحدة وفقًا لاتفاقيتي لندن وزيورخ. ومع ذلك، فإن جمهورية قبرص مقسمة فعليًا إلى جزأين رئيسيين هما المنطقة الواقعة تحت السيطرة الفعلية للجمهورية، وتقع في الجنوب والغرب وتضم حوالي 59٪ من مساحة الجزيرة، والشمال المدار من قبل جمهورية شمال قبرص التركية المعلنة ذاتيًا، وتغطي حوالي 36٪ من مساحة الجزيرة. وتغطي المنطقة العازلة التابعة للأمم المتحدة حوالي 4٪ من مساحة الجزيرة. ويعتبر المجتمع الدولي أن الجزء الشمالي من الجزيرة هو أراضي تابعة لجمهورية قبرص تحتلها القوات التركية. يُنظر إلى الاحتلال على أنه غير قانوني بموجب القانون الدولي وأصبح يمثل احتلالًا لأراضي داخل الاتحاد الأوروبي منذ أن أصبحت قبرص عضوًا في الاتحاد الأوروبي.
قبرص هي وجهة سياحية رئيسية في البحر الأبيض المتوسط. ولديها اقتصاد متقدم عالي الدخل ومؤشر تنمية بشرية مرتفع جدًا، أصبحت جمهورية قبرص عضوًا في الكومنولث منذ عام 1961 وكانت عضوًا مؤسسًا لحركة عدم الانحياز حتى انضمت إلى الاتحاد الأوروبي في 1 مايو 2004. في 1 يناير 2008، انضمت جمهورية قبرص إلى منطقة اليورو.

## أصل التسمية
تعود تسمية قبرص بهذا الاسم إلى شهرتها القديمة بمعدن النحاس (بالإنجليزية: Copper) الذي كان يعدن بكثرة من أراضيها، والكلمة الإنجليزية Cyprus مستمدة من التسمية الإغريقية للجزيرة Kupros التي تعني باللاتينية Cuprum أي نحاس.[بحاجة لمصدر] عرفها العرب قديمًا وفي فترة الفُتوحات الإسلاميَّة باسم قُبْرُس.

## الجغرافيا

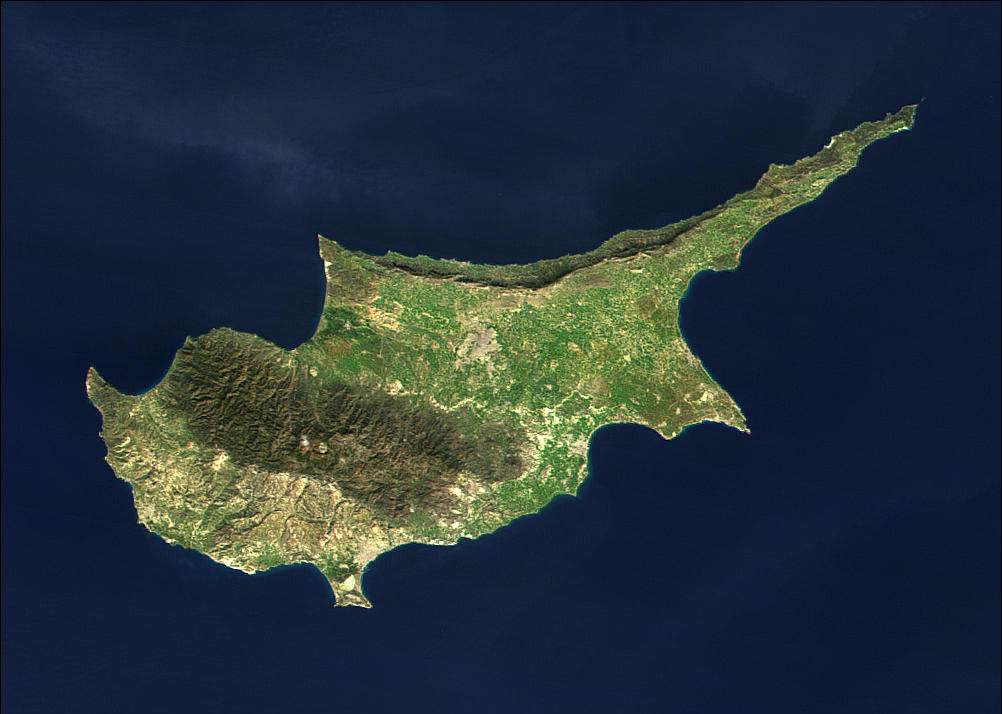
صورة فضائية لجزيرة قبرص

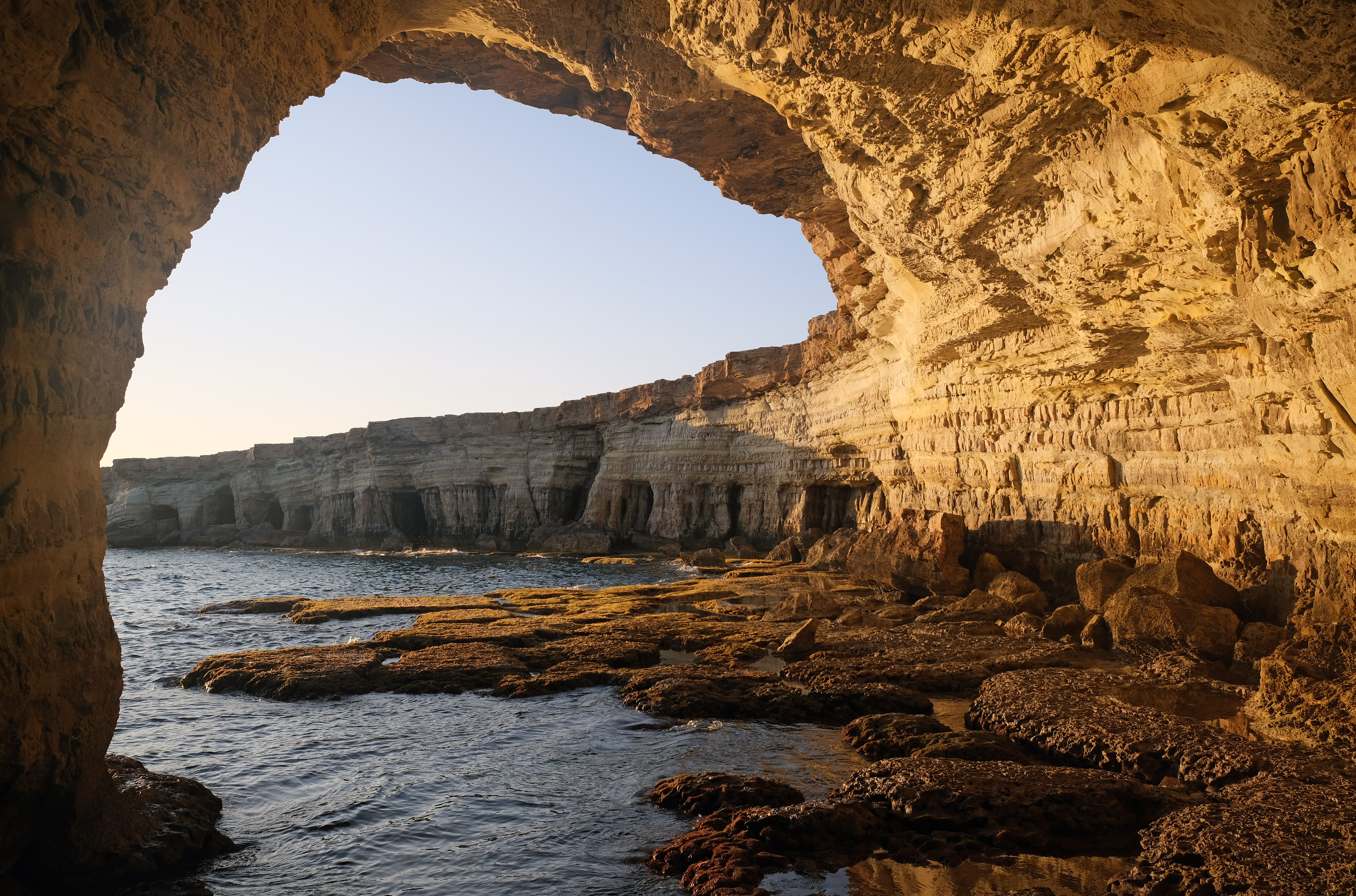
كهوف البحر في كاب غريكو

قبرص هي ثالث أكبر جزيرة في البحر الأبيض المتوسط بعد الجزر الإيطالية صقلية وسردينيا (سواء من حيث المساحة وعدد السكان)، يبلغ طولها 240 كيلومترًا (149 ميلًا) من النهاية إلى النهاية و100 كيلومتر (62 ميلًا) عرضًا في أوسع نقطة لها، مع تركيا على بعد 75 كيلومترًا (47 ميلًا) إلى الشمال. تقع بين خطي العرض 34 درجة و 36 درجة شمالاً، وخطي الطول 32 درجة و 35 درجة شرقًا. تبلغ مساحة قبرص حوالي 9,250 كم مربع يدعى السهل المتمركز في وسط البلاد بـميزاوريا.
تشمل الأراضي المجاورة الأخرى سوريا ولبنان إلى الشرق والجنوب الشرقي (105 و108 كيلومترات (65 و67 ميلاً) على التوالي)، وفلسطين المحتلة 200 كيلومتر (124 ميلاً) إلى الجنوب الشرقي، وقطاع غزة 427 كيلومترًا (265 ميلاً) إلى الجنوب الشرقي، ومصر 380 كيلومترًا (236 ميلاً) إلى الجنوب، واليونان إلى الشمال الغربي: 280 كيلومترًا (174 ميلًا) إلى جزيرة كاستيلوريزو الصغيرة في دوديكانيسيا، و400 كيلومتر (249 ميلًا) إلى رودس و800 كيلومتر (497 ميلًا) إلى البر الرئيسي اليوناني. تقع قبرص عند مفترق طرق ثلاث قارات، مع وضع بعض المصادر قبرص في أوروبا، وبعض المصادر تضع قبرص في غرب آسيا والشرق الأوسط.

### الجبال
هناك سلسلتان جبليتان في البلاد: في الشمال سلسلة جبال بينتاذاكتيلوس وفي الجنوب والغربي سلسة جبال ترودوس. معظم السهول متواجدة على الساحل الجنوبي.

### المناخ

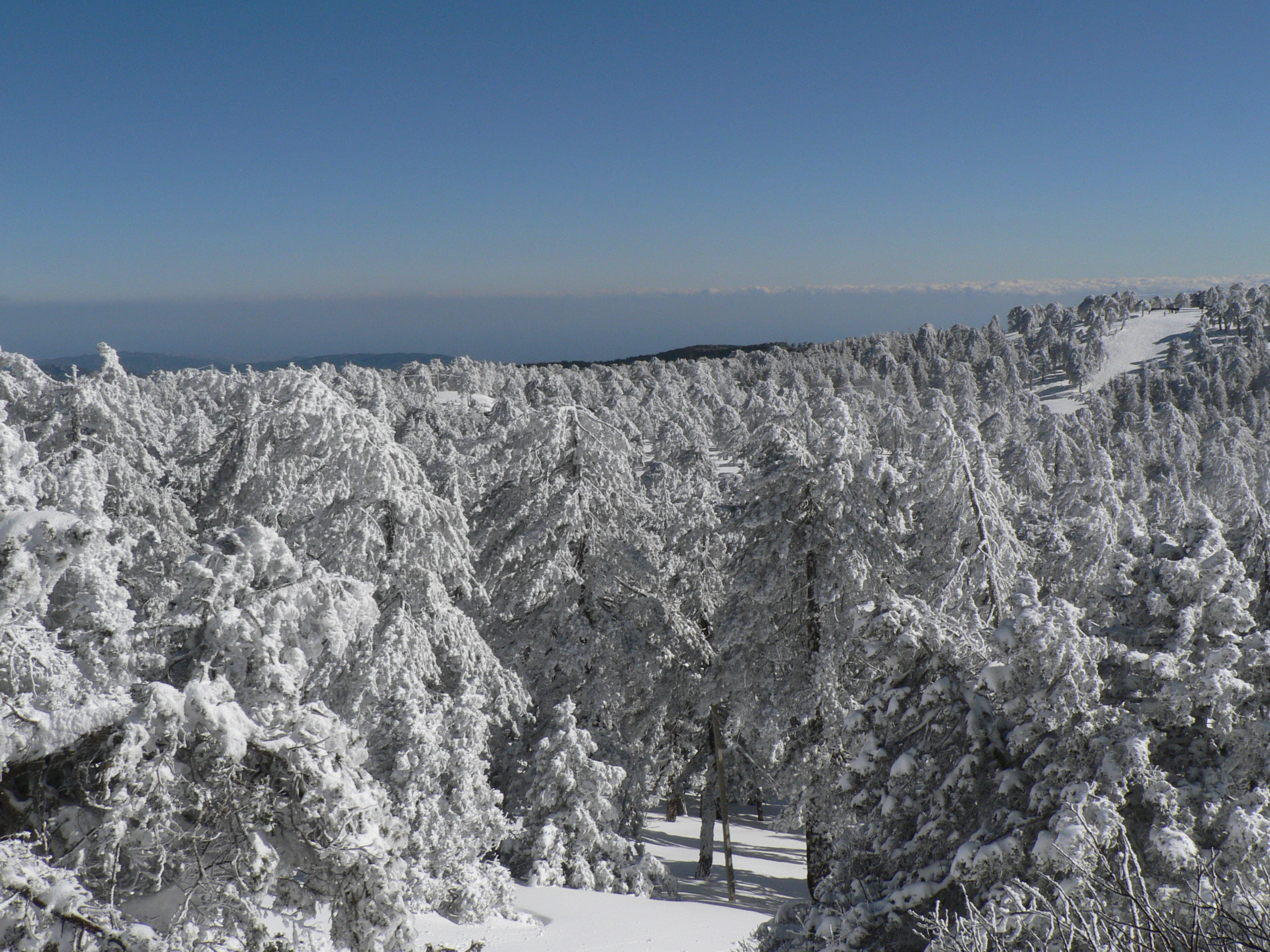
تشهد جبال ترودوس تساقطًا كثيفًا للثلوج في فصل الشتاء.

خريطة تصنيف كوبن للمناخ في جزيرة قبرص، 1980-2016.

تتمتع قبرص بمناخ شبه استوائي - مناخ البحر الأبيض المتوسط وشبه الجاف (في الجزء الشمالي الشرقي من الجزيرة) - تصنيفات مناخ كوبن Csa و BSh، مع فصول شتاء معتدلة جدًا (على الساحل) وصيف دافئ إلى حار. لا يمكن تساقط الثلوج إلا في جبال ترودوس في الجزء الأوسط من الجزيرة. تحدث الأمطار بشكل رئيسي في فصل الشتاء، ويكون الصيف جافًا بشكل عام.

## السكان
ينقسم سكان البلاد عرقياً ولغوياً ودينياً تماما حسب التقسيم السياسي الحالي إلى جزء يوناني في الوسط والجنوب وجزء تركي في الشمال. تتشابه الطائفتان في العادات الاجتماعية ومختلفتان في أمور كثيرة أخرى وخاصةً الدين.

### اللغات
اللغة اليونانية محكية خاصة في الجنوب بينما اللغة التركية في الشمال. هذه التقسيمة اللغوية تعود فقط إلى فترة ما بعد نشأة جمهورية شمال قبرص التركية في الشمال ونزوح اليونانيين من الشمال إلى الجنوب، قبل ذلك كانت اللغة اليونانية هي اللغة الأكثر انتشارا. اللغة الإنجليزية مستعملة على نطاق واسع، يرجع ذلك إلى فترة الٳستعمار الٳنجليزي لهذه الجزيرة.

### الديانة
تماما كاللغة فإن الدين مقسم حسب الطائفة. القبارصة اليونانيون يدينون بالمسيحية الأرثوذكسية، أما القبارصة الأتراك فيدينون بدين الإسلام.
| الدين في القسم اليوناني | الدين في القسم اليوناني | الدين في القسم اليوناني | الدين في القسم اليوناني | الدين في القسم اليوناني |
| ----------------------- | ----------------------- | ----------------------- | ----------------------- | ----------------------- |
|                         |                         |                         |                         |                         |
| الأرثوذكسية             | الأرثوذكسية             |                         | 94.8%                   | 94.8%                   |
| الإسلام                 | الإسلام                 |                         | 0.6%                    | 0.6%                    |
| البروتستانتية           | البروتستانتية           |                         | 1%                      | 1%                      |
| أخرى                    | أخرى                    |                         | 3.8%                    | 3.8%                    |

وفقأ لتعداد عام 2011 فإن 94.8٪ من سكان جمهورية قبرص (الشطر اليوناني من الجزيرة) هم من المسيحيين الأرثوذكس، و0.9٪ الأرمن والموارنة، والروم الكاثوليك 1.5٪، و1.0٪ كنيسة إنجلترا، و0.6٪ من المسلمين، و1.3٪ من الطوائف الدينية الأخرى.

## التاريخ
يرجع تاريخ الشعوب القديمة التي سكنت الجزيرة إلى حوالي عام 6000 ق.م. واستوطن فيها اليونانيون عام 1200 ق.م وأنشأوا فيها الدّول ـ المدن التي كانت شبيهة بالدول ـ المدن اليونانية القديمة.
وقبل السيد المسيح، غزا قبرص كل من الآشوريين والمصريين واليونانيين والفرس والرومان. وأدخل القديس بولس والقديس برنابا المسيحية إلى الجزيرة عام 45 م. وفي عام 330 بعد الميلاد صارت قبرص جزءًا من الإمبراطورية البيزنطية. وفي عام 1191 استولى ريتشارد قلب الأسد ملك إنجلترا عليها في طريقه إلى عكا في الصليبية الثالثة وباعها لفرسان الداوية ولما لم يتمكنوا من سداد أقساط ثمنها باعها لملك بيت المقدس من آل لوزينيان بغدوين (بلدوين) الرابع وقد غدا بلا عرش بعد تحرير القدس (1187) فأسس مملكة قبرص اللاتينية (1192-1483)، واشتراها البنادقة من آخر ملكة في الأسرة لتبدأ فترة الاحتلال البندقي قبل أن يحررها العثمانيون سنة 1571 منهم. وأصبحت الجزيرة من ضمن الأراضي العثمانية في سبعينيات القرن السادس عشر الميلادي، وحكموها حتى عام 1878 عندما سلًموا حق الإدارة إلى الاحتلال البريطاني مع بقائها تحت السيادة الاسمية العثمانية. نزعت السيادة العثمانية مع اندلاع الحرب العالمية الأولى، وغدت الجزيرة رسمياً مستعمرة بريطانية عام 1925. مارست بريطانيا سياسة تشجيع الهجرة اليونانية إلى الجزيرة حتى أصبح اليونان أغلبية.
في خمسينات القرن العشرين الميلادي قام القبارصة اليونانيون بقيادة الأسقف مكاريوس بحملة سياسية للاتحاد مع اليونان، وكونوا منظمة سرية عرفت اختصارًا باسم أيوكا، شنت حرب عصابات عنيفة ضد البريطانيين. وأعلنت بريطانيا حالة الطوارئ في الجزيرة عام 1955. وفي عام 1956 نفت بريطانيا مكاريوس إلى جزيرة سيشل في المحيط الهندي. واجتمع الأتراك واليونانيون في زيوريخ بسويسرا عام 1959، حيث توصلوا لاتفاق يقضي بأن تصبح قبرص دولة مستقلة. وافقت بريطانيا على اتفاقية زيوريخ ونالت قبرص استقلالها في 16 أغسطس عام 1960 بمقتضى دستور وضعته كل من بريطانيا واليونان وتركيا بموافقة قادة القبارصة الأتراك واليونانيين. ووقعّت كل من بريطانيا واليونان وتركيا اتفاقية تكفل لقبرص استقلالها. واحتفظت بريطانيا بالسيطرة على قاعدتين عسكريتين في كل من أكروتيري ودهكيليا على امتداد مناطق الساحل الجنوبي.
أصبح الأسقف مكاريوس رئيسًا للدولة الجديدة، واقترح في عام 1963 ثلاثة عشر تعديلاً للدستور، بدعوى أن ذلك سوف يؤدي إلى إدارة أفضل للبلاد. وقال إن بعض مواد الدستور تهدد أداء الحكومة بالشلل. عارض كل من الأتراك وقادة القبارصة الأتراك التعديلات الدستورية اعتقادًا منهم أنها ستؤدي إلى سلب القبارصة الأتراك حقوقهم وضماناتهم الدستورية. واندلع القتال بين القبارصة اليونانيين والقبارصة الأتراك. وفي عام 1964 أرسلت الأمم المتحدة قوات لحفظ السلام إلى قبرص بينما كانت الجهود مستمرة لحل المشكلة.
وفي عام 1967 نشب صراع آخر بين المجموعتين مما أدى إلى نشوب أزمة جديدة. وفي الفترة من عام 1967 لعام 1974 عقد القبارصة الأتراك، والقبارصة اليونانيون محادثات بهدف الوصول إلى اتفاق حول الدستور، وحدث بعض التقدم بيد أن الخلافات ظلت قائمة.
أُعيد انتخاب مكاريوس رئيسًا للجمهورية عام 1968 وعام 1973. وفي شهر يوليو عام 1974 أطاحت قوات الحرس الوطني بقيادة الضباط اليونانيين بالرئيس مكاريوس الذي فرّ على إثر ذلك من قبرص وخلفه في الرئاسة الناشر الصحفي نايكوس سامسون، ولكنه استقال بعد أسبوع واحد، وتولّى مهامّ الرئاسة بعده غلافكوس كلرديس رئيس مجلس النواب القبرصي.
وعقب الإطاحة بمكاريوس، قامت تركيا بغزو قبرص. واندلع قتال واسع النطاق بين الأتراك والقبارصة اليونانيين. واستولى الأتراك على أجزاء واسعة في شمال شرقي قبرص وفرَّ آلاف اليونانيين القبارصة إلى جنوب غربي قبرص. وأدّت مفاوضات وقف إطلاق النار إلى وقف القتال في أغسطس، وعاد مكاريوس إلى قبرص رئيسًا للدولة في أواخر عام 1974، وتوفي عام 1977 وخلفه سبايروس كبريانو رئيس مجلس النواب القبرصي. إلا أن تركيا والقبارصة الأتراك رفضوا الاعتراف بحكومة سبايروس. وظل ممثلو القبارصة الأتراك والقبارصة اليونانيين وممثلو اليونان والأتراك يجتمعون وينفضون منذ عام 1974 بغية التوصل إلى ترتيبات دستورية جديدة لكل جزيرة قبرص. إلا أن الخلافات الشديدة حول إدارة البلاد ما زالت قائمة. وفي عام 1975 أعلن القبارصة الأتراك بقيادة رؤوف دنكتاش وغيره من الأتراك أن المناطق الشمالية من قبرص مناطق تتمتع بالحكم الذاتي، وسموها الولايات القبرصية التركية الفيدرالية، وفي عام 1983 أعلن القبارصة الأتراك هذه المناطق جمهورية مستقلة سموها جمهورية شمالي قبرص التركية. وعلى أي حال فإن الأمم المتحدة، وكل دول العالم ماعدا تركيا تعترف بقبرص دولة واحدة بقيادة الحكومة القبرصية اليونانية في الجنوب الغربي.

## الحكومة والسياسة
طبقا للتنوع الطائفي في الجزيرة فإن دستور البلاد الذي طُبق عام 1960 بعد الاستقلال عن بريطانيا قسم المناصب السياسية بين القبارصة اليونانيين والقبارصة الأتراك، مع جعل القبارصة اليونانيين أخذ غالبية المناصب لكونهم يشكلون غالبية السكان.

### النظام السياسي
دستور عام 1960 وضع الأسس للنظام السياسي في البلاد. رئيس البلاد هو أيضا رئيس الحكومة. حسب دستور 1960 فإن منصب نائب الرئيس يشغله دائما قبرصي تركي، ولكنه بعد الاحتلال التركي لقبرص عام 1974، والذي لحق انقلاباً نفّذه عدد من الضباط اليونانيّين على نظام الحكم القبرصي، ومن ثمّ إنشاء قبرص الشمالية فإن هذا المنصب غير مشغول حاليا. مجلس الوزراء يعين من قبل رئيس الدولة ونائبه. يُنتخب الرئيس من خلال انتخاب مباشر، فترة الرئاسة تبلغ مدة خمس سنوات. البرلمان القبرصي (Vouli Antiprosopon) يتكون من حجرة واحدة، كانت مقاعده ال 80 في الأصل محجوزة ل 56 نائب قبرصي يوناني و 24 نائب قبرصي تركي. الآن فقط المقاعد اليونانية محجوزة.

### الأحزاب السياسية
أهم الأحزاب السياسية في قبرص هي:
| - حزب الشعب العامل (AKEL): يساري     |
| - الحزب الديمقراطي (DIKO): محافظ     |
| - التجمع الديمقراطي (DISY): يميني    |
| -الديمقراطيون الموحدون (ED): ليبرالي |

لقائمة بأسماء رؤساء قبرص راجع هذا المقال.

مناطق قبرص

### التقسيمات الادارية
تنقسم قبرص إلى ستة مناطق هي كالتالي:

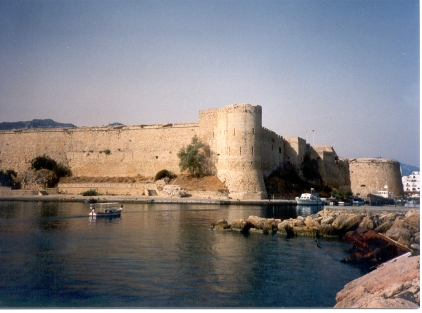
قلعة كيرينيا

1. منطقة فاماغوستا
2. منطقة كيرينيا
3. منطقة لارنكا
4. منطقة ليماسول
5. منطقة نيقوسيا
6. منطقة بافوس

### أهم المدن
العاصمة الرسمية وأكبر المدن هي نيقوسيا (حوالي 195,000 نسمة). ليماسول (حوالي 150,000 نسمة) هي ثاني أكبر مدينة، تليها لارنكا (حوالي 66,000 نسمة)، بافوس (حوالي 36,000 نسمة)، فاماغوستا (حوالي 37,738 نسمة) وكيرينيا (حوالي 13,000 نسمة). جميعهم يقعوا في الجزء اليوناني من قبرص ما عدا العاصمة، فهي مقسمة بين الطرفين، وكيرينيا الواقعة في شمال البلاد وفاماغوستا

## الاقتصاد والبنية التحتية
الجزء اليوناني من قبرص هو أغنى من الجزء التركي ويتمتع اقتصاده باستقرار أكثر، خاصة بعد انضمام قبرص إلى الاتحاد الأوروبي عام 2004. بلغ الناتج القومي للبلاد 4.9 مليار دولار أمريكي ومعدل 12,500 دولار أمريكي للفرد. اقتصاد قبرص كان أفضل اقتصاديات الدول العشرة التي انضمت للاتحاد الأوروبي عام 2004.

### الزراعة
يعمل حوالي ثلاثة أرباع القبرصيين في مجال الخدمات، بينما يشغل القطاع الزراعي فقط ما نسبته 5% من الأيدي العاملة. نسبة البطالة تبلغ حوالي 3,6%، هذه النسبة تقع تحت معدل الإتحاد الأوروبي.

### الصناعات
أهم الصناعات هي الغذائية، المشروبات، الكيماويات، المنتجات المعدنية، السياحة والمنتجات الخشبية. أهم الصادرات هي الحمضيات، العنب، النبيذ، الاسمنت، الملبوسات والأحذية. تشتهر قبرص بإنتاج أنواع خاصة من الجبن تعرف باسم جبنة الحلوم. أهم الشركاء التجاريين هم بريطانيا، الولايات المتحدة الأمريكية، اليونان، سوريا،روسيا ولبنان.

### الصادرات
أهم الصادرات هي المنتجات الزراعية وخاصة الحمضيات والبطاطس. أهم الشركاء التجاريين هم تركيا وبريطانيا.

### المطارات والموانئ
مطار لارنكا الدولي هو أكبر مطار بالإضافة إلى مطار بافوس كما توجد موانئ في كل من لارنكا، فاماغوستا، ليماسول، كيرينيا، وفاسيليكوس. لا توجد سكك حديدية في البلاد. يتوفر نحو 30 شركة من الخطوط الجوية التي تربط قبرص مباشرة بالبلدان الأوروبية والشرق الأوسط وبقية دول العالم.
النظام المروري في قبرص يتبع النظام الإنجليزي، أي قيادة السيارات والحافلات وجميع أنواع المركبات من الجهة اليسرى وذلك على النمط الأوربي من جانب الطريق.
المسـافات بين المدن ليست بعيدة.
- هنالك أيضا سيارات تاكسي خاصة للتنقل بين المدن لعدة ركاب وتنقلهم بين المدن الرئيسية خلال ساعات النهار، أما بالنسبة لأسعار النقل فهي متفاوتة وفي بعض المدن تكاد تكون معقولة.
- تتوفر شركات عديدة لاستئجار السيارات في قبرص وخلال أيام الأحد والعطلة الرسمية تفتح محطات الوقود بالتناوب وهي مجهزة بمضخات أتوماتيكية وتعمل 24 ساعة في كافة المدن الرئيسية والساحلية.
- تتوفر الباصات للنقل بين المدن الرئيسية وهناك باصات داخلية ذات اللون الأصفر وتديرها بلدية نيقوسيا.
- يتوفر استئجار اليخوت في مدينتي ليماسول ولارنكا مع طاقم بحارة أو من دون طاقم.

## السياحة

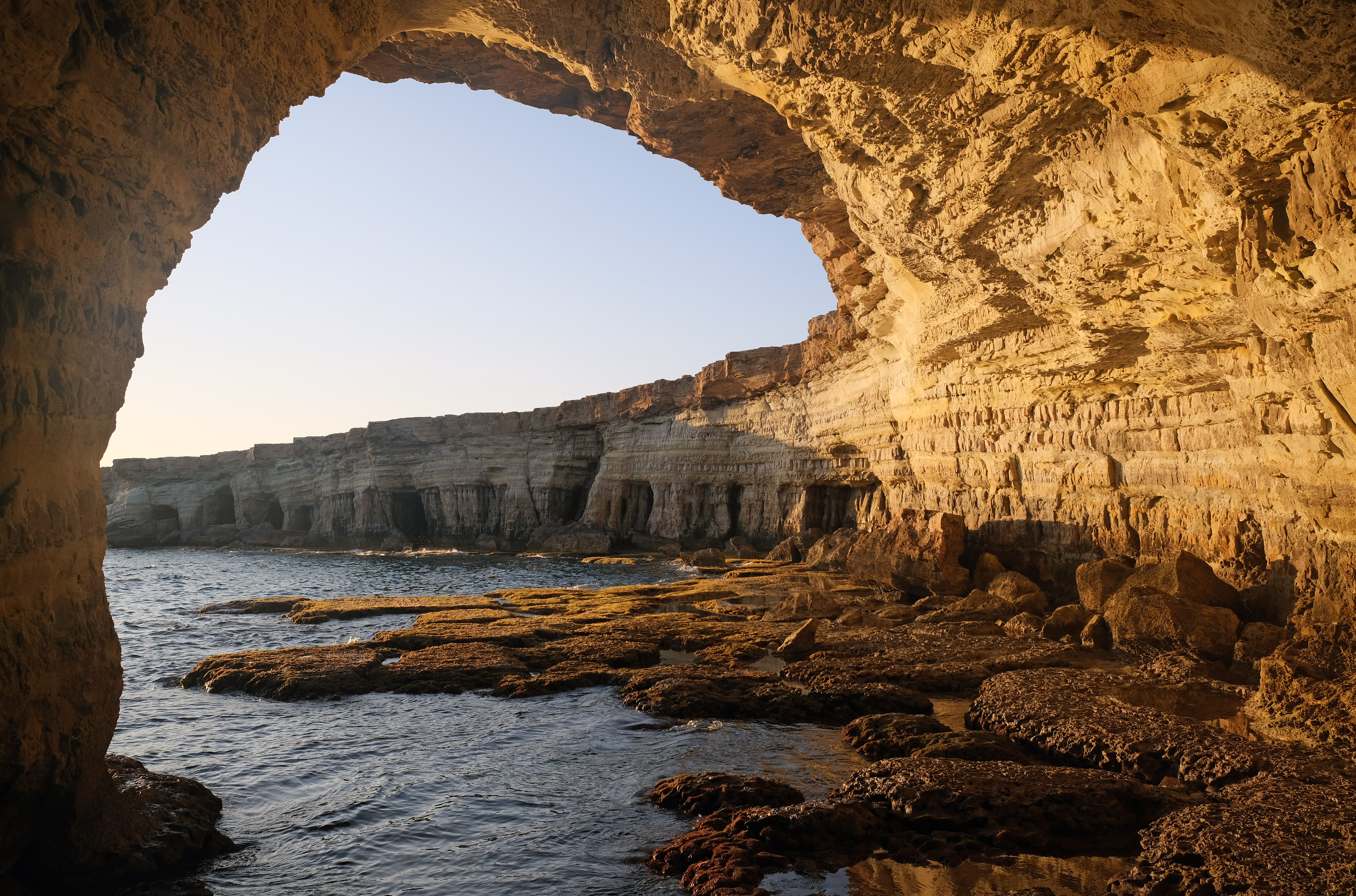
الكهوف البحرية كيب جريكو

الجزء الشمالي (التركي) يعاني من نسب بطالة وتضخم عالية، يرجع ذلك إلى عدم اعتراف دول العالم بالانفصال ومقاطعتها اقتصاديا. يعتمد في الأساس على قطاع السياحة والزراعة والدعم الآتي من تركيا. يأتي معظم الدعم التركي على شكل قروض، ولكن في غالب الأمر تُعفى الحكومة الشمالية من دفعها.
- ومع ذلك هناك مكاتب لهيئة السياحة القبرصية في كل مدينة وتفتح أبوابها كل صباح ما عدا يوم الأحد، وبعد الظهر يومي الاثنين والخميس.
- حياة الليل في قبرص تروق لجميع الأذواق، حيث تتوفر الموسيقى اليونانية التقليدية والرقص الإيقاعي اليوناني في عدد كبير من المطاعم، كما تترك النوادي الراقصة انطباع المرح والسرور على روادها وهي تنافس أرقى النوادي الراقصة في أوروبا، كما تتوفر الموسيقى الحية في معظم الفنادق. مطاعم عربية في قبرص مطعم كليو باترا تقاطع شارع جون كينيدي مع شارع خرستينا كورت رقم 2، ليماسول، مطعم بابل (بيبلوس) شارع خيو رقم 15، نيقوسيا، مطعم صقارة شارع ميتاكسيو رقم 38، نيقوسيا، مطعم سمير أميس اللبناني شارع فولتارو رقم 17، منطقة جيرماسوجيا، مطعم فانوس اللبناني شارع سولونوس 7، نيقوسيا، وشارع ماكاريوس رقم 23 لارنكا،

أماكن الإقامة:
- تتوفر في جزيرة قبرص سلسلة من الفنادق الجيدة والفخمة وتلك المعتدلة والبسيطة بالإضافة إلى الشقق الفندقية ذات الخدمة الذاتية كما تتوفر بيوت الشباب والمخيمات المجهزة بالتسهيلات الضرورية، بالإضافة إلى كثرة وكالات السفر التي تعلن باستمرار عن تنظيم برامج رائعة للنزهة في أماكن عديدة خارجة عن الروتين.

فنادق في قبرص.
- فندق جاكس بقبرص.

يقع في تقاطع شارعي جورجيو نيوفيتو ونيكولاو ليماسول. وهو فندق مثالي يقع في وسط ليماسول، يرتبط بالمركز التجاري والشاطئ، ويشتهر بالخدمة الممتازة، ويحتوي على 176 غرفة وبه حمامان للسباحة وصالة رياضية، وملعب تنس وحمام بخار ومركز لياقة وتدليك وملعب للأطفال. فندق ومصيف هاواي غراند يقع في منطقة أماثوس ـ ليماسول وهو فندق خمس نجوم مميز بالهندسة المعمارية الحديثة، ويحتوي على أثاث غير قابل للتقليد، ومبني وسط أشجار كثيفة خضراء، وبه 255 غرفة ومركز تجاري وحمام سباحة، ويضم أماكن للأنشطة الفنية والحرفية، وألعاب كثيرة للأطفال منها ألعاب المياه وبنايات قصور رملية وسينما مفتوحة، ويقع على بعد 5 دقائق من وسط المدينة، ويبعد نحو 40 دقيقة بالسيارة من المطار الدولي.
فندق أفانتي يقع في شارع بوسودون العام.
وهو فندق استثنائي وشعبي ويقع في قلب بافوس المنخفضة عبر الطريق إلى الشاطئ، بالقرب من المحلات والمطاعم والأماكن المهمة، ويحتوي على خدمة مميزة وبرامج ترفيهية على نطاق واسع، ويتألف من 243 غرفة، ومسبح، وحمام بخار ومركز لياقة وحمام بخار تركي وملعب سكواتش وملعب تنس، ويقع على بعد 15 كيلومترا من المطار.
فندق ومصيف الشاطئ المرجاني (كورال بيتش هوتل) يقع في شارع الخليج المرجاني، بافوس.
وهذا الفندق يقع على بعد 500 متر فقط من الشاطئ الرملي الطبيعي القريب من بلدة بافوس، ويقدم خدمات عالية ويتميز بمطبخه الذي لا ينسى والذي يعرض ويقدم الطعام بوسائل متعددة، ويحتوي على مسبح وملعب تنس وحمام بخار وحمام تدليك وبخار وعلى بعد 24 كيلومترا من مطار بافوس و155 كيلومترا من نيقوسيا و135 كيلومترا من مطار لارنكا. فندق ليفادهيوتيس يقع في شارع نيكولاو روسوس رقم 50 لارنكا ويحتوي على شقق تبعد 100 متر فقط من شاطئ البحر، وعلى بعد 5 دقائق فقط من مطار لارنكا الدولي، وبه 42 غرفة، ويحتوي على مطعم ودكاكين وخدمات سياحية، ويقدم جميع وسائل الراحة الفندقية للنزلاء، وهو قريب من مواقع أثرية وسياحية عديدة.

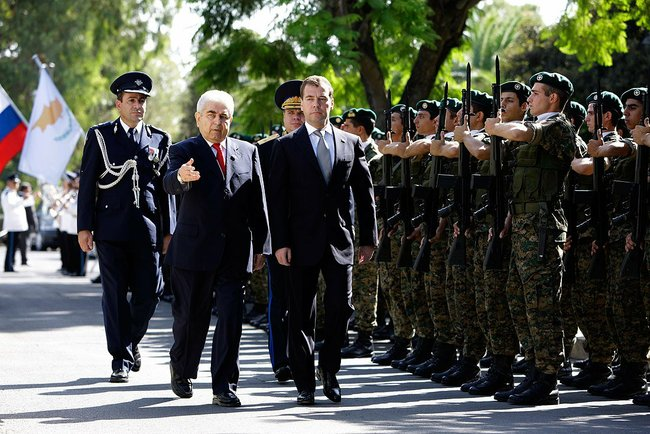
مراسم استقبال جنود الحرس الوطني القبرصي للرئيس الروسي الأسبق دميتري ميدفيديف.

## القوات المسلحة
الحرس الوطني القبرصي هو الهيئة العسكرية الرئيسية في جمهورية قبرص، وهو يمثل قوة متكاملة تتضمن عناصر برية وجوية وبحرية. فيما مضى، كان من الإلزام على جميع الشبان قضاء 24 شهرًا في الخدمة الوطنية في الحرس الوطني بعد بلوغهم سن السابعة عشرة، ولكن في عام 2016 قُللت هذه الفترة الإلزامية إلى 14 شهرًا.
سنويًا، يتلقى حوالي 10,000 شخص تدريبًا في مراكز التجنيد. بناءً على التخصص الذي يُمنح للمجندين الاحتياطيين، يُنقلوا إما إلى معسكرات تدريب متخصصة أو إلى وحدات تشغيلية.

## الثقافة
تتأثر الثقافة القبرصية بتركيبة البلاد السكانية، فبينما القبارصة اليونانيون ينتمون ثقافيا إلى اليونان وإلى المستعمر السابق بريطانيا، نجد أن الجزء الشمالي ينتمي إلى تركيا. تشتهر قبرص بموسيقاها الفلكلورية.

## التعليم
لدى قبرص نظام تعليمي جيد. يحصل معظم القبارصة على شهاداتهم الجامعية في الخارج، وخاصة من الجامعات اليونانية، والتركية، والبريطانية أو الأمريكية. هناك جامعات ومعاهد خاصة.
حلت قبرص في المرتبة 28 في مؤشر الابتكار العالمي عام 2023، وتقدّمت للمركز 27 في مؤشر عام 2024.

## وصلات خارجية
- موقع الحكومة
- موقع عن قبرص باليوناني
- صور من قبرص
- information and news about both parts of Cyprus
- دليل قبرص للمواقع
- قبرص الهوية المنشقة استطلاع مصور من مجلة العربي .